# Прегардьен, Кристоф
Кристоф Прегардьен (нем. Christoph Prégardien, 18 января 1956, Лимбург-на-Лане) — немецкий певец, лирический тенор.

## Биография
Сын коммерсанта. Начал петь в хоре мальчиков Лимбургского кафедрального собора. Учился вокалу во Франкфурте, Милане, Штутгарте, в том числе — у Хартмута Хёлля (исполнение песен). Выиграл вокальный конкурс ФРГ в Берлине (1978). 
Вёл вокальный класс в Цюрихской высшей школе музыки и театра (2000—2005). С 2004 — профессор Кёльнской высшей школы музыки.
Известен исполнением музыки барокко (Монтеверди, Гендель, Бах, Гайдн, Моцарт) и романтизма (Шуберт, Шуман, Густав Малер, Хуго Вольф). Вместе с тем, выступает с интерпретациями современной музыки (Стравинский, Бриттен, Вольфганг Рим). Концертировал во многих странах Европы, в Японии и США, выступал с крупнейшими европейскими дирижёрами и музыкальными коллективами. Сотрудничает с Андреасом Штайером. Записывается в крупнейших фирмах (Deutsche Grammophon, Филипс, Сони и др.). Исполнял партию Евангелиста в ораториях Баха Страсти по Матфею и Страсти по Иоанну. Вместе с Тоном Копманом и Барочным оркестром и хором Амстердама записал все вокальные сочинения И. С. Баха. В общей сложности им записано около 120 дисков.
Сын, Юлиан Прегардьен (род. в 1984) — также певец (лирический тенор).

## Призы и награды
Золотой диск года и Главная премия Новой академии грамзаписи за исполнение цикла песен Шуберта на стихи Гёте (1996, вместе с А.Штайером), премия земли Гессен за вклад в культуру (2006) и многие другие премии.

## Сочинения
- Schott Master Class Gesang: Technik, Interpretation, Repertoire. Mainz: Schott Music, 2006.